# فقدان السمع
فقد السمع هو العجز الجزئي أو الكلي في حاسة السمع. يمكن أن يظهر فقد السمع منذ الولادة أو يُكتسب في أي وقت خلال الحياة، ويمكن أن يصيب أذنًا واحدة أو أذنين. بالنسبة إلى الأطفال، يمكن أن تؤثر الإعاقة السمعية على قدرة الطفل على تعلم النطق، كما أنها تسبب صعوبات في التواصل الاجتماعي والعمل لدى البالغين. يمكن أن يكون فقد السمع مؤقتًا أو دائمًا. عادة ما يكون فقد السمع المرتبط بالعمر ثنائي الجانب، وينتج عن فقدان الخلايا المهدبة في القوقعة ضمن الأذن الداخلية. يمكن أن يسبب فقد السمع شعورًا بالوحدة، ويلاحظ هذا عند المسنين بشكل خاص. أما الأشخاص المصابون بالصمم فيكون سمعهم شديد الضعف أو غائبًا على الإطلاق.
يمكن أن ينتج فقد السمع عن عدد من الأسباب، منها العوامل الوراثية والعمر والتعرض المزمن للضوضاء وبعض الأمراض الإنتانية والاختلاطات أثناء الولادة والرضوض على الأذن وبعض الأدوية والسموم. تعتبر إنتانات الأذن المزمنة سببًا يؤدي إلى فقد السمع بشكل شائع. تؤدي بعض الأمراض الإنتانية التي تصيب الأم خلال الحمل مثل الفيروس المضخم للخلايا (سي إم في) والزهري والحصبة الألمانية إلى فقد السمع لدى الجنين. يُنصح بإجراء اختبارات تحري السمع لدى جميع حديثي الولادة. يمكن تصنيف فقد السمع إلى بسيطة (من 20 إلى 40 ديسيبل) أو متوسط (من 41 إلى 55 ديسيبل) أو متوسط شديد (56 إلى 70 ديسيبل) أو شديد (71 إلى 90 ديسيبل) أو عميق (أكثر من 90 ديسيبل). هناك ثلاثة أنواع أساسية من فقد السمع هي فقد السمع التوصيلي وفقد السمع الحسي العصبي وفقد السمع المشترك.
يمكن الوقاية من نحو نصف حالات فقدان السمع حول العالم باتباع تدابير الصحة العامة. تشمل هذه التدابير التمنيع (من خلال اللقاحات بشكل أساسي) والرعاية المناسبة في فترة الحول وحولها وتجنب الأصوات الصاخبة وتجنب تناول الأدوية المؤثرة على السمع. تنصح منظمة الصحة العالمية الأطفال والشباب بتحديد التعرض للأصوات الصاخبة واستخدام مشغل الموسيقى الشخصي لمدة ساعة واحدة في اليوم بهدف الحد من التعرض للضوضاء والأذى الناتج عن هذا التعرض. يعتبر التشخيص الباكر والدعم المناسب في غاية الأهمية لدى الأطفال بشكل خاص. بالنسبة إلى الكثيرين، تعتبر سماعة الأذن الطبية ولغة الإشارة وزرع القوقعة والكتابة المرئية للحوارات أمورًا مفيدة، كما أن قراءة الشفاه مهارة مفيدة يتعلمها بعض المصابين بفقد السمع. لكن إمكانية الحصول على سماعات الأذن الطبية محدودة في العديد من أنحاء العالم.
اعتبارًا من عام 2013، يؤثر فقد السمع على 1.1 مليار شخص بدرجة أو بأخرى. يسبب الإعاقة لدى 466 مليون شخص (5% من التعداد السكاني العالمي)، وإعاقة متوسطة إلى شديدة لدى 124 مليون شخص. من بين أولئك المصابين بإعاقة متوسطة إلى شديدة، يعيش 108 ملايين منهم في دول ذات دخل منخفض أو متوسط. من بين المصابين بفقد السمع، بدأت المشكلة خلال الطفولة لدى 65 مليون شخص منهم. يرى الأشخاص الذين يستخدمون لغة الإشارة وينتمون إلى ثقافة الصم أنهم يملكون اختلافًا وليس إعاقة. يعترض معظم أفراد ثقافة الصم على محاولات علاج الصمم كما ينظر بعضهم إلى عمليات زرع القوقعة بقلق لأنها قد تؤدي إلى زوال ثقافتهم. يعتبر مصطلحا ضعف السمع أو فقدان السمع سلبيين لأنهما يؤكدان على الأمر الذي لا يستطيع هؤلاء الافراد القيام به، على الرغم من ذلك فهما يُستخدمان بشكل متكرر عند الإشارة إلى الصمم في السياق الطبي.

## تعريف
- يُعرف فقد السمع على أنه تراجع في حدة التقاط الأصوات التي يمكن لبقية الأشخاص سماعها عادة. عادة ما يُحتفظ بصفات مثل الشخص ضعيف السمع أو ذي الإعاقة السمعية لوصف الأشخاص الذين يعانون من صعوبة في سماع الأصوات التي تصل شدتها إلى مستوى الحديث الطبيعي. يمكن تصنيف شدة فقد السمع تبعًا لزيادة شدة الصوت فوق المستوى المعتاد حتى يتمكن المصاب من سماعه.[15]
- يُعرف الصمم على أنه درجة من فقد السمع يصبح عندها المصاب غير قادر على فهم الكلام، حتى بوجود أدوات لتضخيم الصوت. في حالات الصمم العميق، قد يكون الشخص عاجزًا عن التقاط أعلى الأصوات التي يصدرها مقياس السمع (أداة تستخدم لقياس القدرة السمعية من خلال أصوات ذات لحن نقي وبتواترات متدرجة). في الصمم التام، لا يتمكن المصاب من سماع أي صوت على الإطلاق، وذلك مع جميع وسائل التضخيم ومصادر الصوت الممكنة.
- إدراك الكلام هو جانب آخر من السمع يتضمن التقاط الكلمات بشكل واضح بصرف النظر عن شدة الصوت الذي تصنعه الكلمة. عند البشر، يُقاس إدراك الكلام عادة باختبارات تمييز الكلام، والتي لا تقيس فقط قدرة الشخص على التقاط الأصوات، إنما تقيم قدرته على فهم الكلام أيضًا. هناك أنواع نادرة جدًا من فقد السمع التي تؤثر على تمييز الكلام بمفرده. نذكر من الأمثلة على ذلك اعتلال العصب السمعي، وهو من أنواع فقد السمع تكون فيه الخلايا المهدبة الخارجية في القوقعة سليمة وذات وظيفة طبيعية، لكن المعلومات السمعية لا تُنقل بشكل مناسب عبر العصب السمعي وصولًا إلى الدماغ.[19]

يفضل كثيرون في مجتمع الصم ومنظمات الدعم والتوعية تجنب استخدام مصطلحات مثل «معاق سمعيًا» أو «أصم أبكم» أو «أصم وأبكم» للإشارة إلى الصم والذين يعانون من صعوبات في السمع، وذلك لأن هذه المصطلحات تعتبر هجومية ومهينة لهؤلاء الأشخاص.

### معايير السمع
تشمل القدرة السمعية الطبيعية للبشر الأصوات التي يتراوح ترددها من 20 إلى 20,000 هرتز، وتتراوح شدتها بين 0 و120 ديسيبل أو أكثر. لا تعبر شدة 0 ديسيبل عن غياب الصوت، إنما تمثل أكثر الأصوات التي يمكن للأذن البشرية السليمة أن تسمعها خفوتًا؛ يمكن لبعض الأشخاص سماع أصوات منخفضة تصل شدتها إلى 5 ديسيبل أو حتى 10 ديسيبل تحت الصفر. عادة ما تصبح الأصوات صاخبة بشكل غير مقبول عندما تتجاوز شدتها 90 ديسيبل، وتمثل الشدة 115 ديسيبل عتبة الألم السمعية.
لا تستطيع الأذن سماع جميع الترددات الصوتية بالجودة ذاتها، إذ تصل حدة السمع إلى أقصاها عند تردد 3,000 هرتز. هناك العديد من صفات القدرة السمعية البشرية إلى جانب مجال التردد والشدة لا يمكن قياسها كميًا بسهولة. لكن ومن أجل سهولة القياس العملي، يُحدد السمع الطبيعي من خلال مخطط للتردد مقابل شدة الصوت، ويحدد عتبة الحساسية السمعية عند كل من الترددات المدروسة. نظرًا للأثر التراكمي للعمر والتعرض للضوضاء وبقية أشكال الأذى السمعي، قد لا يكون السمع «النمطي» طبيعيًا لكل شخص.

## الأعراض والعلامات
- صعوبة استخدام الهاتف.
- فقدان القدرة على تحديد مكان الصوت.
- صعوبة فهم الكلام؛ خصوصًا أصوات الأطفال والنساء اللواتي تكون أصواتهن أكثر حدة (ذات تردد أعلى).
- صعوبة فهم الكلام بوجود ضجيج في المحيط (تأثير حفل الكوكتيل).
- يشعر المصاب بأن أصوات الكلام أصبحت خافتة أو مكتومة أو ضعيفة.
- الحاجة إلى رفع صوت التلفزيون والراديو ومشغل الموسيقى وبقية مصادر الصوت حتى يتمكن الشخص من سماعها.

فقد السمع اضطراب حسي، لكنه قد يترافق مع أعراض أخرى مثل:
- الشعور بالألم أو بوجود ضغط في الأذنين.
- الشعور بالانسداد.

قد يعاني المصاب من أعراض ثانوية مرافقة مثل:
- احتداد السمع؛ ويتصف بحساسية عالية يرافقها ألم عند سماع الأصوات التي تقع ضمن مجال معين من التردد والشدة الصوتية، وتُعرف هذه الحالة أيضًا باسم «التجنيد الصوتي».
- الطنين أو الصفير أو الرنين أو الفحيح أو سماع أصوات أخرى ضمن الأذن عند عدم وجود مصدر صوتي خارجي.
- الدوار واختلال التوازن.
- التصويت الطبلي، والمعروف أيضًا باسم التصويت الذاتي، وهو أن يسمع الشخص صوته الخاص وأصواته التنفسية بشكل غير طبيعي، ينتج ذلك عادة عن النفير المخوق (بقاء النفير أو قناة أستاكيوس مفتوحة بشكل دائم)، أو بسبب فتق في القنوات نصف الدائرية العلوية.
- اضطرابات في حركة الوجه (تشير إلى احتمال وجود ورم أو سكتة) أو لدى الأشخاص المصابين بشلل الوجه النصفي (شلل بل).

## المضاعفات
يرتبط فقدان السمع بكل من مرض آلزهايمر والخرف. يرتفع خطر المضاعفات مع ارتفاع درجة فقدان السمع. يفسر عدد من الفرضيات آلية حدوث هذا الارتباط، بما في ذلك التأثير السلبي لإعادة توزيع الموارد المعرفية على السمع والعزلة الاجتماعية الناجمة عن فقدان السمع. وفقًا للبيانات الأولية، يمكن لاستخدام سماعة الأذن إبطاء التدهور في الوظائف المعرفية.
يُعتبر فقدان السمع مسؤولًا عن خلل النظم المهادي القشري في الدماغ، الذي يسبب بدوره العديد من الاضطرابات العصبية بما في ذلك الطنين ومتلازمة الجليد البصري.

### التدهور المعرفي
يُعتبر فقدان السمع إحدى المخاوف المتزايدة بين كبار السن على وجه الخصوص، يزداد انتشار فقدان السمع بنسبة الضعفين لكل عقد زائد من العمر بعد سن الأربعين. على الرغم من ميل الاتجاه العالمي نحو تراجع درجة خطر الإصابة بفقدان السمع، من المتوقع ارتفاع معدل انتشار فقدان السمع في الولايات المتحدة نظرًا لزيادة الشيخوخة بين السكان. يُعد التدهور المعرفي أيضًا إحدى المخاوف الأخرى المتعلقة بالتقدم في العمر، إذ قد يترقى التدهور المعرفي إلى الضعف الإدراكي البسيط وفي النهاية الخرف. خضعت العلاقة بين فقدان السمع والتدهور المعرفي إلى الدراسة في العديد من الحالات البحثية المختلفة. على الرغم من التباين الواضح في بروتوكولات الدراسة وتصميمها، أظهرت معظم هذه الدراسات ارتباطًا ثابتًا بين فقدان السمع المرتبط بالعمر والتدهور المعرفي، والضعف المعرفي والخرف. لم تعثر الدراسات على أي ارتباط ملحوظ بين فقدان السمع المرتبط بالعمر ومرض آلزهايمر، ما يدعم فرضية وجود ارتباط بين فقدان السمع والخرف بشكل مستقل عن مرض آلزهايمر. توجد فرضيات عديدة حول الآلية السببية الكامنة وراء فقدان السمع المرتبط بالعمر والتدهور المعرفي. تتمثل إحداها في تفسير هذا الارتباط من خلال علم أسباب المرض الشائعة أو علم الأمراض العصبي الحيوي المشترك مع تراجع في النظام الفيزيولوجي الآخر. تشير إحدى الآليات المعرفية المحتملة الأخرى إلى الحمل المعرفي للفرد. يزداد الحمل المعرفي الذي يتطلبه الإدراك السمعي مع تطوير الفرد لفقدان السمع عند تقدمه في السن، ما قد يسبب تغيرات في بنية الدماغ ويؤدي في النهاية إلى الخرف. تقترح فرضية أخرى توسط عدد من العوامل النفسية الاجتماعية للعلاقة بين فقدان السمع والتدهور المعرفي، مثل تراجع الاتصال الاجتماعي وزيادة العزلة الاجتماعية. تمتلك هذه النتائج المرتبطة بالعلاقة بين فقدان السمع والخرف تأثيرًا كبيرًا على الصحة العامة، إذ تعود نسبة 9% من حالات الخرف إلى فقدان السمع.

### السقوط
تؤدي حوادث السقوط إلى تأثيرات هامة على الصحة، خاصة لدى كبار السن الذين يظهرون معدلات مرض ووفيات كبيرة بعد تعرضهم للسقوط. يُعد كبار السن خصوصًا أكثر عرضة لعواقب الإصابات الناجمة عن السقوط، نظرًا إلى معاناتهم من هشاشة العظام وضعف ردود فعلهم الوقائية. قد تؤدي الإصابة الناجمة عن السقوط أيضًا إلى أعباء متزايدة على أنظمة الرعاية الصحية والمالية. وجدت المنشورات العلمية ارتباطًا وثيقًا بين فقدان السمع المتعلق بالعمر وحوادث السقوط. من المحتمل أيضًا وجود علاقة زيادة الجرعة بالاستجابة بين فقدان السمع والسقوط – إذ تزداد شدة فقدان السمع مع زيادة صعوبة التحكم في الوضعية وارتفاع معدل حدوث السقوط. ما يزال السبب الكامن وراء هذه العلاقة بين فقدان السمع وحوادث السقوط غير واضح. تشير بعض الفرضيات إلى احتمال وجود عملية مشتركة بين تدهور الجهاز السمعي والزيادة في معدل حوادث السقوط، إذ تحدث هذه العملية مدفوعة بالعوامل الفيزيولوجية والمعرفية والسلوكية. تشير الدلائل إلى دور علاج فقدان السمع في زيادة جودة الحياة المتعلقة بالصحة لدى كبار السن.

### الاكتئاب
يُعد الاكتئاب أحد الأسباب الرئيسية لزيادة معدل المرض والوفيات في جميع أنحاء العالم. يزداد معدل الانتحار لدى البالغين الأكبر سنًا مقارنة مع اليافعين، وتُعزى الكثير من حالات الانتحار بشكل متزايد إلى الاكتئاب. شملت العديد من الدراسات المتنوعة عوامل الخطر المحتملة التي من شأنها تطوير الاكتئاب في مرحلة لاحقة من الحياة. ارتبطت بعض الأمراض المزمنة بشكل ملحوظ مع خطر تطوير الاكتئاب، مثل أمراض القلب التاجية، والأمراض التنفسية، وفقدان البصر وفقدان السمع. يسبب فقدان السمع بدوره انخفاضًا في جودة الحياة المرتبطة بالصحة، وزيادة العزلة الاجتماعية وتراجع المشاركة الاجتماعية، إذ يُعد كل منها عامل خطر لزيادة خطر تطوير أعراض الاكتئاب.

### كفاءة اللغة المنطوقة
يشير الصمم اللاحق للنطق إلى فقدان السمع الذي يصاب به الفرد بعد اكتساب اللغة، إذ يحدث هذا الصمم نتيجة مرض، أو إصابة رضية أو كأثر جانبي لبعض الأدوية. يحدث فقدان السمع نموذجيًا بشكل تدريجي، وغالبًا ما يكتشفه فرد من عائلة المصاب أو أصدقائه قبل فترة طويلة من اعتراف المريض بإعاقته. يُعتبر الصمم اللاحق للنطق أكثر شيوعًا من الصمم السابق للنطق. يواجه المصابون ممن يفقدون السمع في وقت لاحق من الحياة، مثل أواخر مرحلة المراهقة أو مرحلة البلوغ، تحديات خاصة، ويستعينون بالعديد من التكيفات في حياتهم لمساعدتهم على العيش باستقلالية.
يشير الصمم السابق للنطق إلى الإصابة بفقدان السمع العميق قبل اكتساب اللغة، إذ قد يحدث نتيجة عيب خلقي أو فقدان السمع قبل الولادة أو في مرحلة مبكرة من الطفولة. يؤدي الصمم السابق للنطق إلى إضعاف قدرة الفرد على اكتساب اللغة المنطوقة لدى الأطفال، لكن يستطيع هؤلاء الأطفال الصم اكتساب اللغة المنطوقة عبر الدعم بواسطة زراعة القوقعة (تترافق أحيانًا مع سماعة الأذن المساعدة). يستخدم الآباء غير الممارسين للغة الإشارة (سليمو السمع) نهجًا شفهيًا دون دعم من لغة الإشارة مع أطفالهم الصم في معظم الحالات (90-95% من الحالات)، إذ تفتقر هذه العائلات للخبرة السابقة بلغة الإشارة وتعجز عن توفيرها بشكل جيد لأطفالها دون تعلم اللغة بنفسها. لسوء الحظ، يؤدي هذا في بعض الحالات (الزراعة المتأخرة أو عدم تحصيل الفائدة المرجوة من زراعة القوقعة) إلى خطر الحرمان اللغوي للطفل الأصم، إذ لا يستطيع الطفل الأصم تطوير لغة الإشارة عند فشله في اكتساب اللغة المنطوقة. يتمكن 5-10% من الأطفال الصم المولودين لعائلات ممارسة للغة الإشارة من تطوير اللغة بنجاح بما يتناسب مع العمر، إذ يرجع هذا إلى التعرض المبكر للغة الإشارة من قبل الآباء المستخدمين للغة الإشارة، يمتلك هؤلاء الأطفال بالتالي القدرة على تلبية الركائز اللغوية في لغة الإشارة بدلًا من اللغة المنطوقة.